# Robert Broberg
Robert Zero Karl Oskar Broberg, ursprungligen Robert Karl Oskar Broberg, född 2 juli 1940 i Råsunda i Solna församling i Stockholms län, död 21 juli 2015 i Gustav Vasa församling i Stockholm, var en svensk sångare, komiker, artist, kompositör, musiker och konstnär. 
Som artist använde han mellan 1957 och 1968 namnen Robban eller Robban Broberg, mellan 1968 och 1974 Robert Karl-Oskar Broberg, mellan 1974 och 1982 Zero och från 1982 Robert Broberg. Robban kvarstod för allmänheten som smeknamn genom hela Brobergs karriär.

## Biografi

### Uppväxt och 1960-talet
Broberg var son till ingenjören Georg Broberg (1906–1995) och Valborg Lindgren (1909–1997). Han gick på Konstfack 1957 och hittade på att han hade en skifflegrupp. I verkligheten hade han inget band, men ryktet spred sig och han fick erbjudande om att spela med sin skifflegrupp på dansrestaurangen Lorry i Sundbyberg. Snabbt samlade han ihop några kamrater och började repetera, och hans skifflegrupp blev senare en av Sveriges mest populära. Robban (som han då var känd som) började så småningom skriva egna visor. Lusten och förmågan att leka med ord fanns redan från början, en talang som han utvecklat vidare via sina många humoristiska texter.
Det var genom Hylands hörna i TV som Broberg etablerade sig på allvar. Han fick engagemang i en revy på Gröna Lund 1965 där han gjorde succé med sin egen visa "Koftan". Hans första stora skivsuccé var "Maria-Therese", en låt som gick in på första plats på Svensktoppen 1967. Broberg skickade in melodin för att delta i Melodifestivalen,[källa behövs] men blev ej utvald. Istället slog den igenom stort efter hans framträdande i TV-programmet Önskeprogrammet från Cirkus. Sedan kom en rad av låtar, både roliga, burleska, vackra och romantiska. Här kan nämnas till exempel "Det som göms i snö", "Jag måste hejda mig" och genombrottslåten "Båtlåt" (1967) som handlar om två båtar som förälskar sig i varandra.
År 1967 gjorde han och den betydligt äldre kollegan Julia Cæsar bejublade framträdanden i radioprogrammet Thores trekvart, samma år var han firarvärd i radion. År 1968 spelade han huvudrollen i och skrev musiken till långfilmen Längta efter kärlek.

### 1970-talet
Broberg gjorde vid denna tid flera uppskattade underhållningsprogram i TV, bland annat Tjejjer som Lasse Hallström regisserade, med en mängd ironiskt uppsluppna sånger kring olika kvinnofigurer av Robban. Programmet fanns med som tävlingsbidrag vid humorfestivalen i Montreux 1970. Han gjorde barnprogram som The Pling & Plong Show, där han figurerade dels som sig själv, dels utklädd till robot.
Kort därefter bröt han med sin image av humoristisk och smågalen ordlekare, som redan nu hade gjort honom till en av landets mest uppskattade yngre artister. Tonen blev allvarligare och mer ifrågasättande och på de följande skivorna närmade sig Broberg den progressiva musikrörelsen med titlar som Vem är det som Bromsar & Vem är det som Skjuter På?. Han markerade att han inte ville kallas Robban längre och framträdde på 1970-talet även under namnet Zero. 
Under senare hälften av 1970-talet hamnade Broberg i en återvändsgränd och övervägde att sluta som artist. 1976 lämnade han Sverige och bosatte sig i Kalifornien och senare New York under några år. Efter en tids experimenterande gjorde han comeback med den lyckade enmansshowen Upp igen i Stockholm.

### 1980-talet och senare år
Under 1980-talet följde en rad framgångsrika enmansshower på Gröna Lund-teatern i Stockholm där Robert Broberg bjöd på en ordrik blandning av musik och stand-up. Nya låtar som "Vatten", "Killa mig på ryggen" och "Spring inte så fort, pappa" blev hitlåtar.
År 1989 fick han Povel Ramels karamelodiktstipendium. Samma år medverkade han i kortfilmen Godnatt, herr luffare!. År 1991 gjorde han jubileumsshowen "Målarock" som efter en turné genom landet fyllde två föreställningar i Globen i Stockholm till sista plats. Under 1990-talet gjorde han flera succéshower som turnerade landet runt och som avslutades i Globen.
Under 2000-talet kom hans låtar och scenshower alltmer att handla om livet, åldrandet och döden.
I många år hade Sveriges Radio en busvissling som vinjett mellan program när man sade "Detta är Sveriges radio P3". Broberg var den som gjorde visslingen.

### Privatliv
Robert Broberg var gift första gången 1963–1975 med Eva Myhre (född 1937) från Norge och fick två döttrar (födda 1963 respektive 1966) och en son (född 1972).
I ett samboförhållande på 1980-talet med Anastasia von Zweigbergk (född 1956), dotterdotter till Carl-Axel von Zweigbergk, fick han en tredje dotter (född 1981). De samarbetade även på några av Brobergs plattor.
Han var  gift andra gången 1997–1999 med Eva Bolin (född 1959), som är mor till hans fjärde dotter (född 1990).
Under sina sista år drog Robert Broberg sig bort från rampljus och publicitet eftersom hans hälsa försämrats. Robert Broberg led av Parkinsons sjukdom, och avled i sviterna av sjukdomen den 21 juli 2015.

## Priser och utmärkelser
- 1971 – Grammis, "Årets barnproduktion" för The Pling & Plong Show
- 1988 – Sjösalapriset
- 1989 – Karamelodiktstipendiet
- 1990 – Grammis som "Årets artist"
- 1992 – Evert Taube-stipendiet
- 1992 – Guldmasken, Privatteaterchefernas pris
- 1992 – Lisebergsapplåden
- 1995 – Solna stads Kulturstipendium
- 1997 – Stockholms stads Bellmanpris
- 2007 – Karl Gerhard-stipendiet
- 2007 – Tigertassen

## Diskografi

### Album
Nedan listas album med Robert Broberg.

- 1966 – Helrobban blandar och ger [11]
- 1966 – Robert sjunger Broberg [12]
- 1967 – 7 bitar Robban + 7 bitar Broberg [13]
- 1968 – Robbans Skiffle Group - Jubileums-skiffle
- 1968 – Längta efter kärlek - sånger ur filmen [14]
- 1969 – Tjejjer [15]
- 1970 – The Pling & Plong Show [16]
- 1971 – En typiskt rund LP med hål i mitten [17]
- 1972 – Jag letar efter mej själv [18]
- 1974 – Vem är det som bromsar & vem är det som skjuter på? [19]
- 1978 – Tolv sånger på amerikanska [20]
- 1979 – Motsättningar [21]
- 1979 – De 20 mest önskade
- 1980 – Kvinna eller man [22]
- 1981 – Am I Your New Toy
- 1983 – Upp igen [23]
- 1985 – Raket [24]
- 1987 – Windshieldwipers
- 1988 – Morot [25]
- 1989 – Flygeltur [26]
- 1990 – Höjdare [27]
- 1993 – Målarock [28]
- 1996 – Dubbelsångare [29]
- 1997 – Robert Bro-berg & dalbana (box) [30]
- 1999 – Robert Brobergs nya universrum [31]
- 2001 – Nära [32]
- 2004 – Gilla Läget - med Robert Broberg "live"! [33]
- 2007 – Bästa
- 2011 – På Cirkus med sitt 5-mannaband[34]

### Singlar/EPs
Nedan listas singlar/EPs med skifflegruppen.
- 1958 – "Careless Love", "Ice Cream" / "Gloryland", "Frankie And Johnie", Roban´s Skiffle Group – Roban Sings Skiffle, Storyville – SEP 509
- 1958 – "Wabash Cannonball", "Doin' My Time", "Ain't You Glad" / "Streamline Train", "Jesse James", "Don't You Rock Me Daddy-o", Robans Skiffle Group – Skiffle Time, Polydor – EPH 10731
- 1958 – "Can't You Line'em", "Mama Don't Allow", "Railroad Bill" / "Pay Me", "Worried Man Blues", "Jolian Johnson", Roban´s Skiffle Group – Can't You Line'em, Storyville – SEP-507
- 1959 – "Nobody Loves Like An Irishman", "Bring A Little Water, Sylwie" / "This Little Light Of Mine", "Times Are Getting Hard, Boys", Roban & His Skiffle Group – Times Are Getting Hard Boys!, Storyville – SEP-511
- 1960 – "Railroad Bill" / "Worried Man Blues", Roban's Skiffle Group, Storyville – A 45 500
- 1961– "Frankie And Johnny" / "Careless Love", Roban And His Skiffle Group, Storyville – A 45062
- 1961– "Sometimes" / "John B.", Roban's Skiffle Group, Storyville – A 45507

Nedan listas singlar/EPs med Robert Broberg.
- 1961 – "När jag står vid en bar" / "Rik fin karl", Sonet T-7516
- 1962 – "Kromeo & Fulia" / "Sur-i-bur blues", Sonet T-7527
- 1963 – "Franska Naturen" / "Knäppen", Triola – Td 175
- 1965 – "När du går", "Det finns bara hon" / "Höst, vinter, vår, och, sommar", "Jag behöver dig", Robban, Triola – TEP 57
- 1966 – "Hej där lilla Rödluvan" / "Opopoppa", Robban, Columbia – DS 2326
- 1967 – "Hans och Greta = Mrs. Brown You've Got A Lovely Daughter", "Gummimadrassen" / "Båtlåt", "Dente klokt = I'm A Nut", Robban, Columbia – SEGS 148
- 1967 – "Maria-Therese", "Bättre en fågel i handen" / "Taxifiket", "Medan årstider kommer och går", Columbia – SEGS 154
- 1967 – "Maria-Therese" /  "Mej händer ingenting", Columbia – DS 2369
- 1967 – "Maria-Therese" /  "Jag måste hejda mej", Columbia – GN 1803
- 1967 – "Väderleksfelprataren" / "Jag måste hejda mej", Columbia – DS 2364
- 1968 – "When I'm Without You" / "You've Got The Wrong Perfume Babe!", Robert Bridgemountain, Columbia – DS 2418
- 1968 – "Det som göms i snö (Fling-Fling)" / "När bilar blir kära (Tetatut)", Columbia – DS 2374
- 1968 – "Äntligen min älskling, äntligen!" / "I ett litet, litet hus ska vi bo", Columbia – DS 2385
- 1968 – "Längta efter kärlek" / "Rimma med Robban", Columbia – DS 2406
- 1968 – "Din bild gör mej vild" / "Alla springer omkring", Columbia – DS 2412
- 1969 – "Om du blott blir min" / "Dans och spel", Columbia – DS 2426
- 1969 – "Carola" / "Mariga Mary", Columbia – DS 2458
- 1969 – "Ellen" / "Ingela", Columbia – 4E 006-34070 M
- 1970 – "Uppblåsbara Barbara" / "Elisabeth", Columbia – 4E 006-34087 M
- 1970 – "The Pling & Plong Song" / "Järnvägsövergångsång", Råbet Kal-Åskar Brobärj – Robban, Pling & Plong – P1
- 1970 – "Carole" / "Barbara", Columbia – DD 829, Columbia – 6E 006-37081
- 1971 – "Gubbe Röd - Gubbe Grön" / "Huppegupptäcktsfärd", Robert Karl-Åskar Broberg, Pling & Plong – P2
- 1971 – "Tågblås" / "Jag drömde jag var Sitting Bull", Pling & Plong – P3
- 1971 – "Good Morning!" / "Hos Do You Feel-Mjölk Idag?", "Woulle Wou Mon Change E Vieux?", Pling & Plong – P4
- 1971 – "Ingen BH under blusen - Kom å lek me' mej!" / "Verona", Pling & Plong – P 5
- 1979 – "I Wanna Be A Machine" / "I Love Things", Spartan Records – SPAR 1
- 1980 – "Nothing's Gonna Stop Me Now" / "(I've Got A) Mistress Called Creativity", Zero, Metronome – J 27.195
- 1980 – "Tom Top" / "2942 Didn't I Tell You", Zero, Silence (3) – ZING 111
- 1984 – "Beachparty" / "Det står skrivet i sanden", H.K.F.T.A.T.K. – KAOS 5
- 1987 – "Killa mej på ryggen!" / "Spring inte så fort pappa!", H.K.F.T.A.T.K. – KAOS 7
- 1990 – "Jag tror på kärleken" / "Pling Plong Song", Robert Broberg Records – RBR 1
- 1991 – "Ta på dej den röda jumpern, Baby" / "Hör mina lockrop!", Robert Broberg – Live i Globen, Robert Broberg Records – RBR-S 2, Robert Broberg Records – RBS-S2
- 1992 – "Robert Brobergs galleri finns de´ inga galler i" / "Robert Brobergs galleri finns de´ inga galler i", Rob Art AB – Rob Art Start
- 1994 – "Ett stort glas vin", Rob Art – R.O.P. 1
- 1996 – "Letterman", Robert Broberg Records – R.A.1
- 2001 – "Jag vill aldrig att sommar'n ska ta slut", "Det syns inte att man gråter när det regnar", EMI – 7243 879621 2 5
- 2001 – "Vakna varje morgon med dig", "Ja' e' inte dö' än - de ba' luktar så!", Robert Broberg Records – CDPRO 4300
- 2009 – "Rädda Mej!", Parlophone Music Sweden AB, Digital nedladdning
- 2010 – "Uppblåsbara Barbara", "Maria-Therèse (1998 Remastered Version)", "Båtlåt", "Det som göms i snö (Fling-Fling)", "Ingela (1998 Remastered Version)", Big-5 : Robert Broberg, Parlophone Music Sweden AB, Digital nedladdning

## Fler kända Robert Broberg-låtar
- "Likbil"
- "Öken"
- "1983 års ängel"
- "Lajla 1"
- "Vatten"
- "Alla springer omkring"
- "Om kärleken var statsminister"
- "Pappa se min hand"
- "Vinna med min kvinna"
- "Får jag doppa min mjukglass i din strössel"

## Liveshower
- April 1980 – Cirkus Zero
- 1983-84 – Robert Broberg dyker upp igen!
- 1985 – Raket
- 1988 – Morot
- 1991 – Robert Brobergs höjdare i Globen
- 1993 – Målarock (känn penseldraget)
- 1999 – Universrum
- 2004 – Gilla Läget med Robert Broberg
- 2011 – Robert Broberg på Cirkus med sitt 5-mannaband

## Musiktryck
- Sjungbok. Stockholm : Odeon, 1967.
- Höjdare : från Båtlåt till Öken : [skriverier, melodier, harmonier, fotografier]. Danderyd : Warner/Chappell, 1995.

## Filmografi
Filmer med Robert Broberg:
- 1965 – 4 x 4 - Frank Citter (Pike med hvit ball)
- 1968 – Längta efter kärlek - Bosse
- 1981 – Kom igen nu'rå! (kortfilm) - Pelle
- 1982 – Kan tigrar få ägg? - Totte
- 1987 – Ree Pete and the Windshieldwipers - Ree Pete
- 1988 – Go'natt herr luffare (kortfilm) - Pappa